# Cuencas en islas chilenas del Pacífico
Las cuencas hidrográficas en las islas chilenas del Pacífico son el ítem 056 del inventario BNA de cuencas de Chile que reúne las cuencas hidrográficas de la isla Robinson Crusoe, la isla Alejandro Selkirk y las de la isla de Pascua y las pertenecientes a las islas en torno a ellas.
A partir de los años 70 se ha ampliado el concepto de cuenca hasta entender, ya en los primeros años del siglo XXI, una cuenca hidrográfica en lo que respecta a su definición espacial y funcional, como la unidad geopolítica y socioeconómica más apropiada y racional para el desarrollo integrado de los recursos de tierras y aguas asociados a la vegetación y en conjunto con los usuarios de nivel local y regional.: 17 

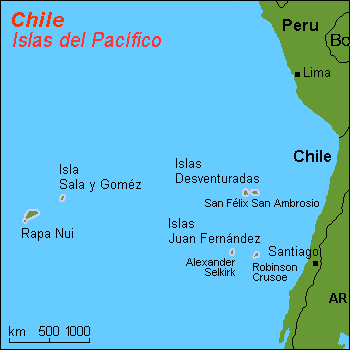
Islas chilenas mar adentro del océano Pacífico.

## Población

Distribución de cuencas en las islas según DARH.

El nombre islas del Pacífico se refiere en este caso solo a las islas ubicadas mar adentro frente a la región central de Chile. Otras islas chilenas están asociadas a los registros de cuencas continentales o tienen sus propios registros. Ver Anexo:Cuencas hidrográficas de Chile.
El sistema de información y monitoreo de biodiversidad del Ministerio del Medio Ambiente de Chile señala la siguiente distribución de la superficie de la cuenca entre las comunas (el porcentaje es de la cuenca):
| Región     | Provincia      | Comuna         | Hectáreas  | Porcentaje |
| ---------- | -------------- | -------------- | ---------- | ---------- |
| Valparaíso |                |                | 17.423,263 | 74,885%    |
|            | Isla de Pascua |                | 12.430,384 | 53,425%    |
|            |                | Isla de Pascua | 12.430,384 | 53,425%    |
|            | Valparaíso     |                | 4.992,879  | 21,459%    |
|            |                | Juan Fernández | 4.992,879  | 21,459%    |

Cabe señalar que al parecer el área sumada de las comunas o provincias es diferente al área del ítem proporcionada por el Ministerio del Medio Ambiente. Esto puede deberse a que el área de las comunas o provincias no incluye el área cubierta por el mar (canales, fiordos, bahías, etc).

## Subdivisión
La Dirección General de Aguas subdivide o reúne las cuencas de Chile acorde a las necesidades de estudio y gestión. Existen dos inventarios que han logrado ser aceptados como principales, el inventario de cuencas del Banco Nacional de Aguas (BNA) de 1978, de mayor uso, y el inventario de cuencas del Departamento de Administración de Recursos Hídricos (DARH) de 2014 de mejor cartografía que ha obligado a redefinir algunos límites, a veces con cambios mayores, pero también por algunas redefiniciones del concepto de subcuenca.
Bajo el BNA el código del ítem es 056 y con el DARH son dos ítems, el 0506 y el 0507.
La subdivisión del BNA es como sigue:
| Sub- cuenca                   | Subsub- cuenca | Aguas                                                     | Área drenaje km² |
| ----------------------------- | -------------- | --------------------------------------------------------- | ---------------- |
| 056 Islas del Pacífico (mapa) |                |                                                           |                  |
| 0560                          | 05601          | Isla Robinson Crusoe                                      | 49               |
| 0560                          | 05602          | Isla Alejandro Selkink                                    | 2                |
| 0561                          | 05610          | Isla de Pascua                                            | 182              |
| totales:                      |                |                                                           |                  |
| 2                             | 3              | Región: V (100%) / Tipo: Exorreica / Desemb.: O. Pacífico | 233 km²          |

La disposición de cuencas en el inventario DARH es la siguiente:
| Código | Nombre                                  | Código en mapa                          | Tipología de cuenca                     | Vertiente de cuenca                     | Origen de cuenca                        | Temperatura media anual (C°)            | Temperatura máxima (C°)                 | Temperatura mínima (C°)                 | Precipitación anual (mm)                | Número de estaciones fluviométricas     | Número de estaciones pluviométricas     | Área (km²)                              |
| ------ | --------------------------------------- | --------------------------------------- | --------------------------------------- | --------------------------------------- | --------------------------------------- | --------------------------------------- | --------------------------------------- | --------------------------------------- | --------------------------------------- | --------------------------------------- | --------------------------------------- | --------------------------------------- |
| 0506   | Cuencas del Archipiélago Juan Fernández | Cuencas del Archipiélago Juan Fernández | Cuencas del Archipiélago Juan Fernández | Cuencas del Archipiélago Juan Fernández | Cuencas del Archipiélago Juan Fernández | Cuencas del Archipiélago Juan Fernández | Cuencas del Archipiélago Juan Fernández | Cuencas del Archipiélago Juan Fernández | Cuencas del Archipiélago Juan Fernández | Cuencas del Archipiélago Juan Fernández | Cuencas del Archipiélago Juan Fernández | Cuencas del Archipiélago Juan Fernández |
| 050600 | Isla Robinson Crusoe Costa Norte        | 0                                       | Exorreica                               | Pacífico                                | Pluvial                                 | 0.0                                     | 0.0                                     | 0.0                                     | 0.0                                     | 0                                       | 0                                       | 23.3                                    |
| 050601 | Isla Alejandro Selkink                  | 0                                       | Exorreica                               | Pacífico                                | Pluvial                                 | 0.0                                     | 0.0                                     | 0.0                                     | 0.0                                     | 0                                       | 0                                       | 2.3                                     |
| 050602 | Isla Robinson Crusoe Costa Sur          | 0                                       | Exorreica                               | Pacífico                                | Pluvial                                 | 0.0                                     | 0.0                                     | 0.0                                     | 0.0                                     | 0                                       | 0                                       | 25.4                                    |
| 0507   | Cuencas de Isla de Pascua               | Cuencas de Isla de Pascua               | Cuencas de Isla de Pascua               | Cuencas de Isla de Pascua               | Cuencas de Isla de Pascua               | Cuencas de Isla de Pascua               | Cuencas de Isla de Pascua               | Cuencas de Isla de Pascua               | Cuencas de Isla de Pascua               | Cuencas de Isla de Pascua               | Cuencas de Isla de Pascua               | Cuencas de Isla de Pascua               |
| 050700 | Isla de Pascua, Norte                   | 0                                       | Exorreica                               | Pacífico                                | Pluvial                                 | 0.0                                     | 0.0                                     | 0.0                                     | 0.0                                     | 0                                       | 0                                       | 61.5                                    |
| 050701 | Isla de Pascua, Costa Sur-Este          | 0                                       | Exorreica                               | Pacífico                                | Pluvial                                 | 0.0                                     | 0.0                                     | 0.0                                     | 0.0                                     | 0                                       | 0                                       | 104.2                                   |
| 050702 | Isla de Pascua, Costa Oeste             | 0                                       | Exorreica                               | Pacífico                                | Pluvial                                 | 0.0                                     | 0.0                                     | 0.0                                     | 0.0                                     | 0                                       | 0                                       | 71.7                                    |

## Hidrografía

### Isla de Pascua
En la isla de Pascua no existen cursos superficiales de agua. Las precipitaciones, irregulares y más bien escasas, se infiltran en la tierra o se evaporan cuando no son almacenadas. Los isleños guardan en cisternas agua de lluvia para su uso doméstico. Los cráteres de los volcanes Rano Aroi, Rano Raraku y Rano Kau sirven como receptáculos para el agua de lluvia. En la fuente consultada se mencionan dos vertientes de agua fresca lejanas de los poblados: Panapau y Orio.
Existen 6 pozos cercanos a la costa que extraen agua no apta para bebida por su alto contenido de sal.
Las precipitaciones media anual alcanzan para el período 1970-2009 unos 1217 mm.
En la isla se construyó una planta desaladora que utiliza la energía solar de 16 paneles de 250 W cada uno. No se conoce su rendimiento. Sin embargo, las inclemencias del tiempo habían malogrado una de las bombas del sistema en 2015 por lo que ese año estaba en reparaciones.: 28 

### Isla Robinson Crusoe
La isla Robinson Crusoe no posee cursos de agua de gran envergadura, pero sí una red de drenaje de orientación principalmente oeste-este y suroeste-noreste, de régimen pluvial y con almacenamiento subterráneo. Las desembocaduras se encuentran en el sector noreste de la isla.

### Isla Alejandro Selkirk
La hidrografía de la isla Alejandro Selkirk también posee como fuente de alimentación las precipitaciones que en algunos casos son almacenadas en un substrato de una capa de roca impermeable.

## Áreas bajo protección oficial y conservación de la biodiversidad
El Ministerio del Medio Ambiente consigna los siguientes espacios protegidos en y alrededor de las islas:
- Área Marina Costera Protegida	Mar de Juan Fernández
- Área Marina Costera Protegida	Rapa Nui
- Parque Marino	El Arenal
- Parque Marino	El Palillo
- Parque Marino	Tierra Blanca
- Parque nacional Archipiélago de Juan Fernández
- Parque nacional Rapa Nui
- Santuario de la Naturaleza Isla de Sala y Gómez e islotes adyacentes a la Isla de Pascua